# Holoaerenica multipunctata
Holoaerenica multipunctata là một loài bọ cánh cứng trong họ Cerambycidae.